# Zentraler Runder Tisch

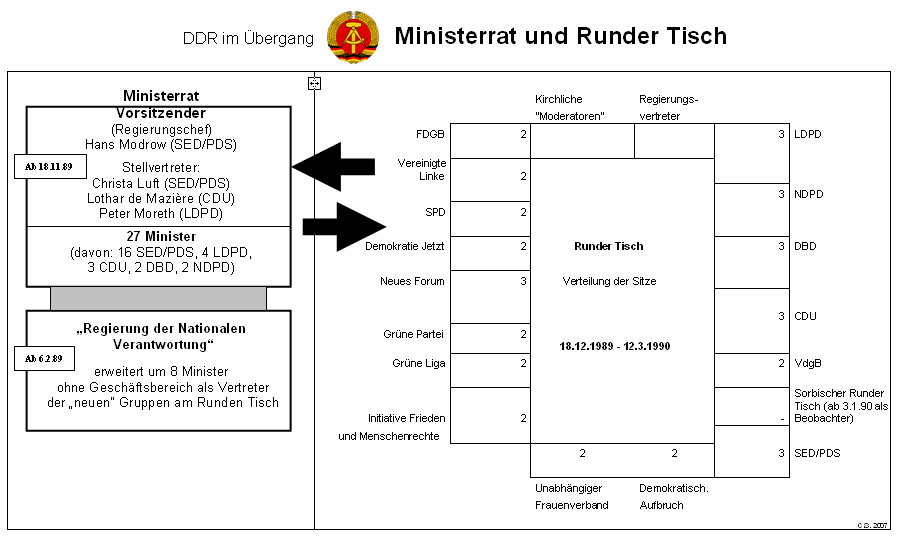
Teilnehmer am Runden Tisch in der DDR

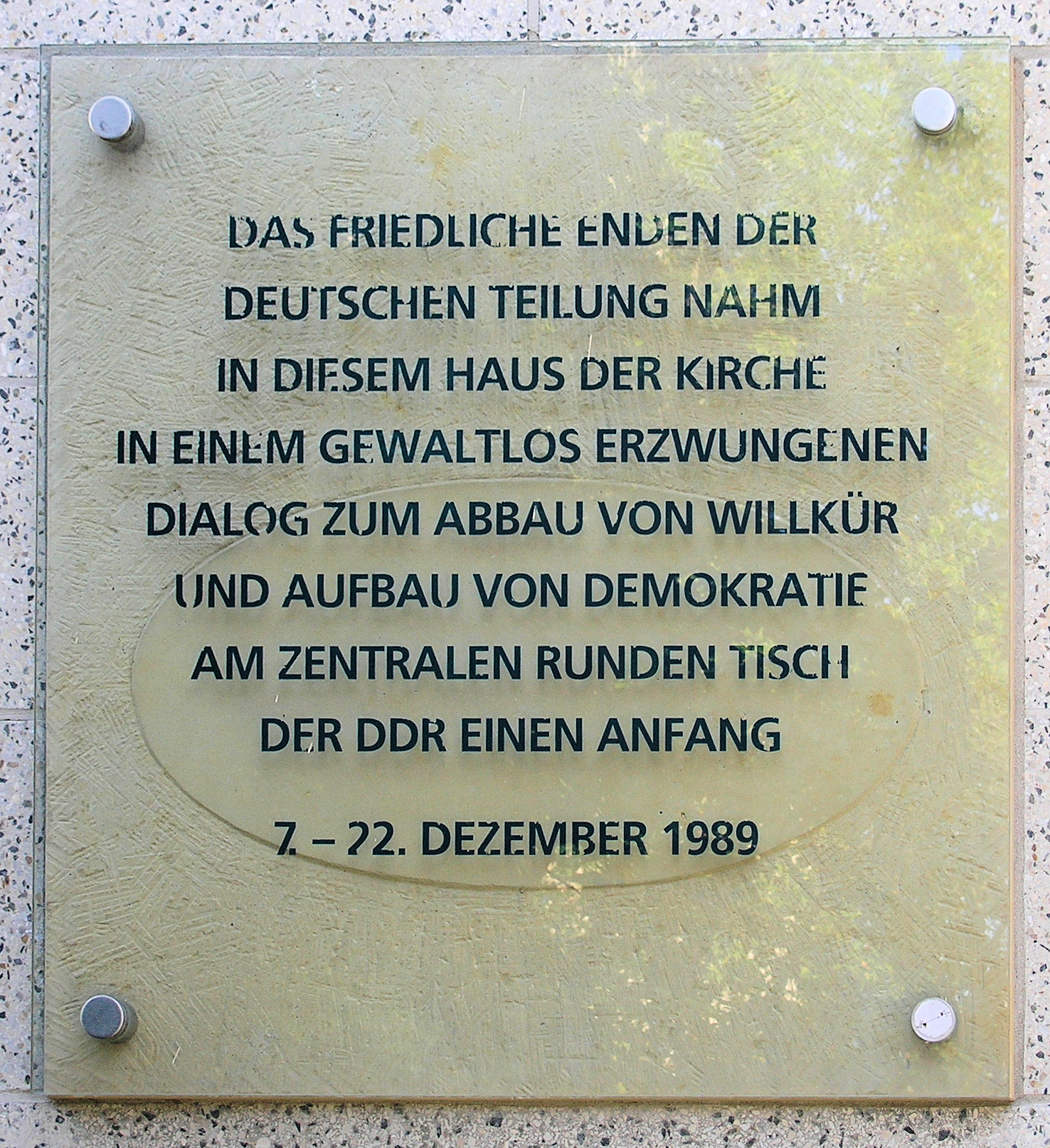
Gedenktafel am Dietrich-Bonhoeffer-Haus, Ziegelstraße 30, in Berlin-Mitte

Der Zentrale Runde Tisch wurde in der Deutschen Demokratischen Republik auf Initiative von „Demokratie Jetzt“ im Zuge der friedlichen Revolution eingerichtet. Er beeinflusste in der Zeit vom Dezember 1989 bis zur Volkskammerwahl im März 1990 stark die Arbeit der Regierung Modrow. Obwohl der Runde Tisch keine parlamentarische Funktion oder Regierungsaufgaben ausüben konnte, wollte er sich mit Vorschlägen zur Überwindung der Krise an die Öffentlichkeit wenden. Seine Tätigkeit sollte bis zur Durchsetzung freier, demokratischer und gleicher Wahlen begrenzt sein.

## Tätigkeiten
Der Tisch orientierte sich am Runden Tisch in Polen. Als Sitzordnung übernahm man aber nicht die runde Form, sondern eine rechteckige Anordnung. Die ersten drei Sitzungen des Runden Tisches am 7., 18. und 22. Dezember 1989 fanden im Gottesdienstraum der Herrnhuter Brüdergemeine im Dietrich-Bonhoeffer-Haus in Berlin-Mitte statt. Ab der zweiten Sitzung am 18. Dezember 1989 bis zur 16. und letzten am 12. März 1990 galt folgende Stimmenverteilung am Runden Tisch: SED/PDS, CDU (DDR), Demokratische Bauernpartei Deutschlands (DBD), LDPD, NDPD und Neues Forum entsandten jeweils drei Repräsentanten; die Vereinigung der gegenseitigen Bauernhilfe (VdgB), Demokratie Jetzt, Demokratischer Aufbruch, die am 24. November an die Öffentlichkeit getretene Grüne Partei, Grüne Liga, Initiative Frieden und Menschenrechte (IFM), Sozialdemokratische Partei in der DDR (SDP), Vereinigte Linke (VL), FDGB und der erst am 3. Dezember 1989 gegründete Unabhängige Frauenverband (UFV) jeweils zwei Vertretungspersonen. Diese Zusammensetzung spiegelte ein ausgeglichenes Verhältnis von 19 zu 19 zwischen alten und neuen Kräften wider. Anderen Kleingruppierungen wurde zusätzlich noch ein Beobachterstatus eingeräumt.
Von der 4. Sitzung am 27. Dezember 1989 an bis zur 16. und letzten Sitzung am 12. März 1990 tagte der Runde Tisch im Konferenzgebäude des Ministerrates der DDR am Schloss Schönhausen in Berlin-Pankow, Ossietzkystraße. Auf Initiative der sieben neuen Gruppierungen, die zunächst am Runden Tisch beteiligt waren, wurde dieser von Vertretern der Kirchen einberufen und moderiert. 
Die Moderatoren, die kein Stimmrecht besaßen, waren der Pastor und Leiter des Sekretariats des Bundes der Evangelischen Kirchen in der DDR Martin Ziegler, der katholische Priester und Vertreter der Berliner Bischofskonferenz Karl-Heinz Ducke und der Pastor der Evangelisch-methodistischen Kirche, zu der Zeit Sekretär der Arbeitsgemeinschaft Christlicher Kirchen in der DDR, Martin Lange. In der Folge wurden nach seinem Vorbild eine Vielzahl Runder Tische auf unterschiedlichen Ebenen bis hin zur kommunalen Ebene eingerichtet, die in der Regel bis zu den Kommunalwahlen am 6. Mai 1990 arbeiteten.
Einer der ersten und wichtigsten Verhandlungspunkte am Zentralen Runden Tisch war die Auflösung des Ministeriums für Staatssicherheit (MfS) bzw. dessen Nachfolger das Amt für Nationale Sicherheit (ANS). Hierzu wurden in den Folgesitzungen von der Regierung Modrow entsprechende Nachweise über die Entwaffnung des Staatssicherheitsdienstes verlangt.
Eine Arbeitsgruppe des Runden Tisches erarbeitete einen neuen Entwurf einer Verfassung, der sich an verschiedenen demokratischen Verfassungen orientierte wie etwa dem Grundgesetz der Bundesrepublik Deutschland und an den Verfassungen Nicaraguas und Spaniens. Die Arbeitsgruppe stellte den Verfassungsentwurf am 4. April 1990 der Öffentlichkeit vor. Die neugewählte Volkskammer, der der Entwurf übergeben wurde, behandelte ihn nicht weiter.
Neben dem Zentralen Runden Tisch gab es 1989/90 auch in den Bezirken der DDR, in Kombinaten, der Deutschen Reichsbahn sowie auf kommunaler Ebene Runde Tische.

## Protokolle
Die Protokolle der Beratungen des Zentralen Runden Tischs sind online beim Bundesarchiv abrufbar.